# Герсамия, Ясон Александрович
Ясон Александрович Герсамия (18 марта 1912, село Ахути Чхороцкуского района, Грузия — 16 августа 1971, Сухуми) — советский грузинский писатель-сатирик, журналист, специальный корреспондент журнала «Крокодил».

## Биография
Грузинский писатель, журналист Ясон Герсамия родился 18 марта 1912 года в селе Ахути Чхороцкинского района Грузии
Трудными были его детство и юность. Работал разнорабочим, почтальоном. В последующие годы стал начальником объединения «Чай Грузии», затем заместителем управляющего треста «Ткибули-уголь», директором Сухумского кожевенно-обувного комбината. Позже назначен помощником прокурора Грузинской ССР, председателем коллегии адвокатов Абхазской АССР, заместителем председателя Абхазии по кадрам. Ясон Александрович был душевным и открытым человеком, к нему шли люди со своими проблемами, и он всегда по мере своих возможностей старался им помочь.
Во время Великой Отечественной войны находился в действующей армии, был ранен, удостоен нескольких боевых и правительственных наград. Ясон Герсамия скончался 16 августа 1971 года, после непродолжительной болезни, явившейся следствием автомобильной аварии. Погребён в городе Сухуми.

### Семья
- Супруга — Ахвледиани,Тамара Капитоновна

Дети
- Алексей Ясонович Герсамия
- Додо Ясоновна Абгадж
- Тина Ясоновна Сеидишвили, супруга известного грузинского поэта и художника Ладо Сеидишвили

## Творчество
Первые статьи и фельетоны Ясона Герсамия были опубликованы в 1933 году, в "Ниан"Самтредской районной газете. С 1964 года он серьезно занялся литературной деятельностью, в этом же году вышла первая книга на грузинском языке, сборник рассказов. Фельетоны Ясона Герсамия печатаются: Нианги (журнал), Крокодил (журнал), «Сельская жизнь (газета)», «Литературная газета», «Правда (газета)», «Труд (газета)», « Гудок (газета)»
В 1966 году Правда (издательство) выпустило брошюру « Жертва моды» на русском языке, в этом же году издательство « Алашара» выпустила книгу «В чужом пиру» (повесть, рассказы, фельетоны), Московское издательство напечатало рассказ « Мы вновь встретимся», издательство « Советский писатель» выпустило книгу"Ночной переполох".
Ясон Герсамия писатель-сатирик, юморист, был спецкором в Закавказье.

## Из библиографии
1. Жертва моды / Ясон Герсамия // Илл. Дж. Лолуа. Пер. Михаил Эдель; изд «Правда». — 1966. — 64 с. — 250000экз.[2]
2. Ночной переполох : юморист. Повести и рассказы / пер. груз. М. Эделя, худ. Ю. М. Аратовский. — М.: Сов. писатель, 1967. — 291 с.[5]
3. За что? : [Юморист. рассказ] / Ясон Герсамия // «Советская Абхазия». — Сухуми, 1969.[6]
4. Следствие под нафталином. Фельетоны и рассказы — пер. с груз. В. Панков [Ред.-состав. Ю. С. Мартынов] Рис. Т. Андрианова. М., «Правда», 1974. — 47 с. Б-ка «Крокодила». — 75000 экз.[7]
5. В чужом пиру [повесть, рассказы, фельетоны ] /Герсамия Ясон/ Место издания: Сухуми. Издательство: «Алашара». Год издания: 1972 Объём документа: 208 с.
6. Елин Н. Л. — Ясон Герсамия. «Футбол в Сариско» // Вокруг мяча. — 1987.Глава 26. Ясон Герсамия. C. 81-82[8]
7. Кто этого не знает? [Авторский сборник. Букинистическое издание.] / Ясон Герсамия// из-во «Правда». Серия библиотека Крокодила,1969.- 64с.— 225000 экз.[9]

## Публикации в журналах
1. Проспал [Текст] : рассказ / Я. Герсамия // Огонек. — 1965. — N 17. — С. 31.
2. Экскурсия [Текст] / Я. Герсамия // Огонек. — 1964. — N 48. — С. 30-31.
3. Диалектика [Текст] / Ясон Герсамия // Крокодил. — 1965 — № 5.
4. БЕРУЛАВА СОРЕВНУЕТСЯ [Текст] / Я. Герсамия // Крокодил. − 1963. — № 26.
5. Отвод [Текст] / Ясон Герсамия // Крокодил. — 1965. — № 34.
6. Два кума[Текст] / Ясон Герсамия // Крокодил. — 1963. — № 31.
7. Рай за забором [Текст] / Ясон Герсамия // Крокодил. — 1968. — № 3.